# ریل‌های کوهستانی هند
ریل‌های کوهستانی هند شامل پنج خط راه آهن می‌شود که در کوهستان قرار دارند و در قرن نوزدهم و اوایل قرن بیستم در دوران حکومت بریتانیا بر هند ساخته شده‌اند از این پنج خط، راه‌آهن هیمالیایی دارجیلینگ، راه‌آهن کوهستانی نیلگیری و راه‌آهن کالکا شیملا در میراث جهانی یونسکو ثبت شده‌اند.